# Carregador (armas de fogo)
Carregador translúcido do 
fuzil de assalto suíço SIG SG 550.
Carregador é um dispositivo de armazenamento e alimentação de munições dentro ou anexado a uma arma de repetição. Carregadores podem ser removíveis (destacável) ou integrado a uma arma de fogo. Funcionam deslocando os cartuchos armazenados em seu interior para uma posição em que podem ser levados para dentro da câmara pelo mecanismo de ação da arma de fogo. O carregador destacável é muitas vezes referido coloquialmente como um clip ou pente, embora isso seja tecnicamente impreciso.
Os carregadores vêm em vários formatos e tamanhos, desde os tubulares em rifles de ação de alavanca que podem conter vários cartuchos, até carregadores destacáveis de cofre e tambor para rifles automáticos e metralhadoras que podem conter cem cartuchos ou mais.

## Nomenclatura
Com o aumento do uso de armas de fogo semiautomáticas e automáticas, o carregador de cofre destacável tornou-se cada vez mais comum. Logo após a adoção da pistola M1911, o termo "carregador" foi estabelecido pelos especialistas militares e de armas de fogo, embora o termo "clip" seja frequentemente usado; no seu lugar (embora apenas para carregadores destacáveis, nunca fixados).  A diferença de definição entre um "clip" e um "carregador" é a presença de um mecanismo de alimentação em um compartimento, tipicamente um transportador carregado de mola, o qual não existe em um "clip". O uso do termo "clip" para se referir a carregadores destacáveis é um ponto de forte desacordo.
|                   |              |
| Mannlicher M1903. | Steyr M1912. |

## História
As primeiras armas de fogo foram carregadas com pólvora solta e uma bola de chumbo (de antecarga/retrocarga), e para disparar mais de um único tiro sem recarregar exigido vários canos, como o revólver pimenteiro e espingardas de cano duplo, ou câmaras múltiplas, como em revólveres. Outras destas juntam massa e peso sobre um único cano e uma única câmara, no entanto, e muitas tentativas foram feitas para obter tiros múltiplos de um único carregamento de um único cano através da utilização de cargas sobrepostas. Enquanto alguns repetidores iniciais, como o repetidor Kalthoff, conseguiram operar usando sistemas complexos com múltiplas fontes de alimentação para bola, pó e primário, os mecanismos de repetição facilmente produzidos em massa não apareceram até que cartuchos autônomos foram desenvolvidos. Para rápido municiamento do tambor de um revólver, utiliza-se carregadores do tipo speedloader e moon clip.
|               |                                       |
| Speedloaders. | Moon clips para três e seis munições. |

## Funcionamento
As munições são enfileiradas no carregador sobre pressão de uma mola, a cada disparo, a arma dispensa o estojo, e o carregador empurra para o encaixe da agulha uma nova munição, existem carregadores com bloqueio, para que não ocorra acidente.
Possuem várias capacidades, dimensões e modelos, podem ser feitos de materiais como aço e fibra de carbono.

### Imagens
| |                                                                                  |
| Um carregador de uma coluna escalonada para cartuchos 9×19mm da pistola Browning Hi-Power. Acima: carregado e pronto para uso. Abaixo: descarregado e desmontado. | Componentes de um carregador moderno: 1. Corpo 2. Mola 3. Fundo 4. Transportador |

## Tipos

### Tubular
O primeiro fuzil de repetição produzido em massa a usar um carregador tubular fixo na arma, foi conhecido como rifle de ar Gilardoni ("Windbüchse" em alemão), que acondicionava as balas redondas, em 1779.
O segundo fuzil de repetição produzido em massa foi o "Volcanic", que usava uma bala oca com a base preenchida com pólvora e espoleta alimentada na câmara a partir de um tubo ao qual chamaram "carregador" ("magazine" em inglês), com uma mola responsável por empurrar a munição para o mecanismo de ação, e daí para ser posicionado na câmara e disparado. O nome "magazine" foi atribuído em referência a um edifício ou sala usada para armazenar munições. O fraco desempenho da munição "Rocket Ball" usada no "Volcanic" condenou-o à uma popularidade muito limitada.[carece de fontes?].
O fuzil de repetição Henry é um fuzil alimentado por um carregador tubular, com carregamento pela culatra (retrocarga), por ação de alavanca, e era uma versão melhorada do fuzil "Volcanic" anterior. Projetado por Benjamin Tyler Henry em 1860, foi uma das primeiras armas de fogo a usar cartuchos metálicos independentes. O Henry foi introduzido no início da década de 1860 e produzido até 1866 nos Estados Unidos pela New Haven Arms Company. Foi adotado em pequenas quantidades pela União na Guerra Civil e favorecido por seu maior poder de fogo que a carabina padrão. Muitos mais tarde encontraram o seu caminho para o Ocidente e foram famosos tanto pela sua utilização na Batalha de Little Bighorn, como sendo a base para o icônico fuzil Winchester que ainda são feitos até hoje. Os fuzis Henry e Winchester continuariam em serviço com um número de militares, incluindo a Turquia. Suíça e Itália adotaram projetos similares.
A primeira arma de fogo alimentada por carregadores a alcançar sucesso generalizado foi o fuzil de repetição Spencer, que serviu na Guerra Civil Americana. O Spencer usou um carregador tubular localizado na coronha da arma, em vez de embaixo do cano, e usou cartuchos metálicos novos. O Spencer teve sucesso, mas a munição de fogo indireto ocasionalmente acender no tubo do carregador e pode destruir o mesmo, podendo também ferir o usuário.
Os novos fuzis por ação de ferrolho começaram a ganhar apoio dos militares na década de 1880 e eram frequentemente equipados com carregadores tubulares. O Mauser Model 1871 foi originalmente um fuzil por ação de tiro único que adicionou um carregador tubular em sua atualização de 1884. O norueguês Jarmann M1884 foi adotado em 1884 e também usou um carregador tubular. O fuzil Lebel modèle 1886, também usou um carregador tubular para 8 disparos.
|                                                                      | |
| Diagrama do rifle Spencer mostrando o carregador tubular na coronha. | Rifle Henry com seu carregador tubular aberto para carregamento. Suas três munições comparadas com uma de calibre 44-40. |

### De tambor
O carregador de tambor é um tipo de de alta capacidade. De forma cilíndrica (semelhante a um tambor), este tipo de carregador armazena círculos numa espiral, voltada para a direção do cano. Os carregadores de tambor são contrastados com os carregadores do tipo cofre mais comuns, que têm uma capacidade menor e armazenam rodadas planas. Sua capacidade varia, mas geralmente fica entre 50 e 100 rodadas.
| |                                      |                                                  |
| Uma "Gatling gun" com o "Accles drum", um estranho dispositivo de carga parecido com um carregador de tambor em que o transportador rotativo era operado pela ação da arma em vez de uma mola. | Funcionamento da metralhadora Lewis. | Carregador de tambor duplo totalmente municiado. |

### De cofre

#### De cofre integrado

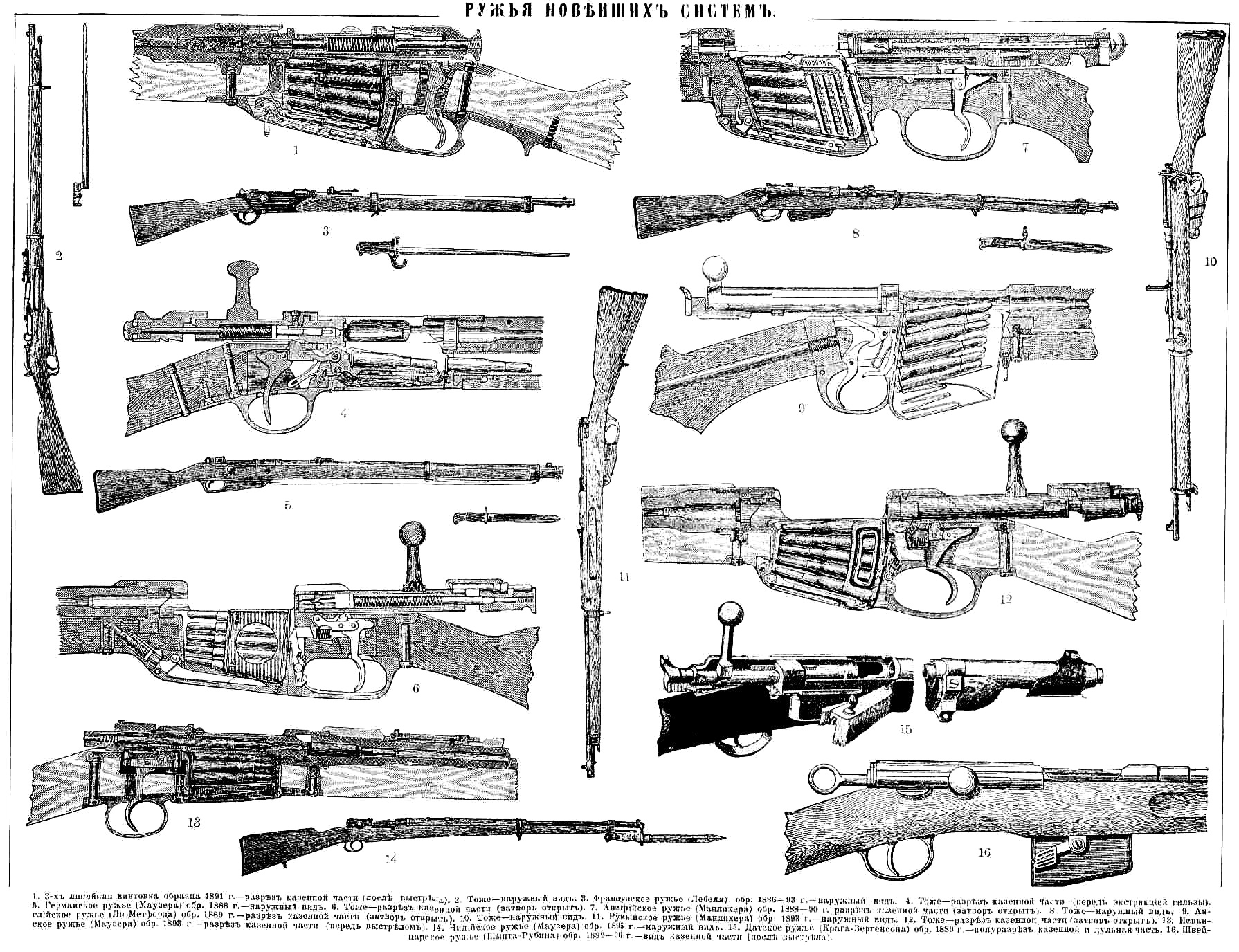
"Carregadores de cofre integrados" de 1905.
1 & 2: Mosin-Nagant
3 & 4: Lebel Modelo 1886
5 & 6: Gewehr 1888
7 & 8: Mannlicher M1888
9 & 10: Lee-Metford
11 & 12: Geweer M. 95
13 & 14: Mauser M1893
15: Krag-Jørgensen
16: Schmidt–Rubin M1889

Os "carregadores de cofre integrados" (ou "Integral box"em inglês), eram simplesmente um cofre integrada ao corpo da arma onde os cartuchos eram armazenados para serem disparados.
O cartucho militar foi evoluindo conforme o rifle que o usava evoluiu. Os cartuchos evoluíram de cartuchos de grande porte (calibre .40 / 10 mm e maiores) para menores que disparavam balas mais leves e de alta velocidade e incorporavam novos propelentes sem fumaça. O fuzil Lebel modèle 1886 e seu cartucho foram os primeiros projetados para uso com pólvora sem fumaça e usava uma bala canto-vivo de 8 mm que ficava armazenada de um carregador tubular. Mais tarde, isso se tornaria um problema quando a munição do Lebel foi atualizada para usar uma bala pontiaguda mais aerodinâmica. Modificações tiveram que ser feitas no estojo de fogo central para evitar que a bala Spitzer acionasse a espoleta do próximo cartucho alinhado no carregador devido ao recuo causado pelo disparo ou simplesmente manuseio grosseiro. Esta continua a ser uma preocupação com as armas de fogo por ação de alavanca hoje.
As duas primeiras patentes de "carregadores de cofre" foram as de Rollin White em 1855 e William Harding em 1859. Um "carregador de cofre" destacável foi patenteado em 1864 pelo americano Robert Wilson. Ao contrário dos carregadores de cofre posteriores, esse alimentava um carregador tubular e estava localizado na coronha da arma. Outro "carregador de cofre", mais próximo do tipo moderno, foi patenteado na Grã-Bretanha (No. 483) por Mowbray Walker, George Henry Money e Francis Little em 1867. James Paris Lee patenteou um "carregador de cofre" que continha cartuchos empilhados verticalmente em 1879 e 1882 e foi adotado pela primeira vez pela Áustria na forma de um rifle por ação de ferrolho em 11 mm, o Mannlicher M1886. Ele também usava um clipe de cartucho que mantinha 5 cartuchos prontos para inserir no carregador.
O rifle por ação de ferrolho Krag-Jørgensen, projetado na Noruega em 1886, usava um carregador rotativo exclusivo embutido na armação. Assim como o "carregador Lee", o carregador rotativo segurava os cartuchos lado a lado, em vez de ponta a ponta. Como a maioria dos carregadores rotativos, ele era carregado através de uma porta de carregamento, um cartucho de cada vez, esta localizada na lateral da armação. Embora confiável, o carregador do Krag–Jørgensen era cara de produzir e lenta para recarregar. Foi adotado por apenas três países, Dinamarca em 1889, Estados Unidos em 1892 e Noruega em 1894.

#### De cofre destacável

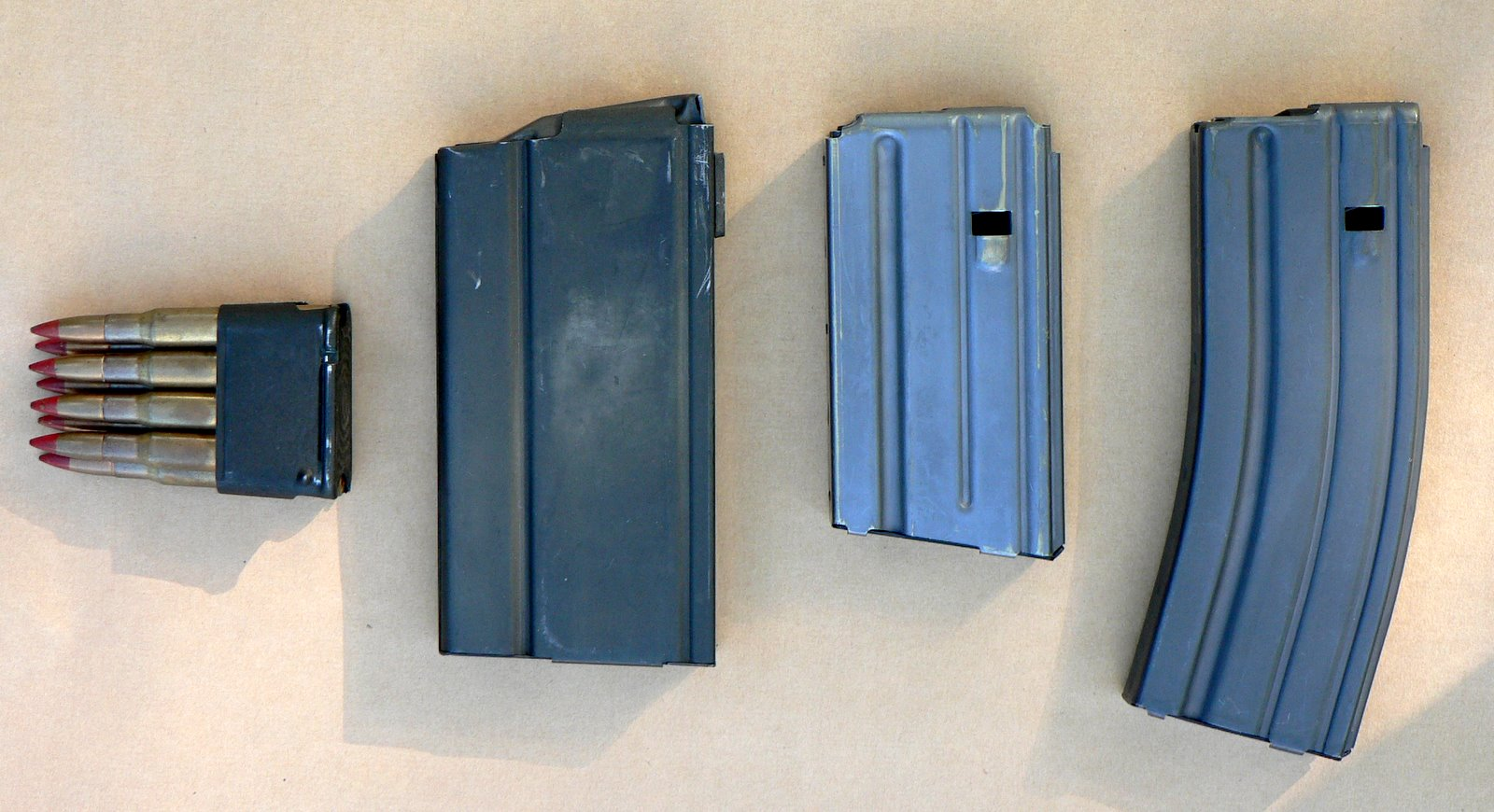
Da esquerda para a direita:
• clip en bloc de 8 tiros do M1 Garand
• carregador de 20 tiros do M14
• carregadores STANAG M16 de 20 e de 30 tiros

As armas de fogo que usam carregadores destacáveis são feitas com uma abertura conhecida como "compartimento do carregador", no qual o carregador destacável é inserido. O compartimento segura o carregador em posição para alimentar os cartuchos na câmara da arma de fogo e requer um dispositivo conhecido como botão liberação de carregador para permitir que o carregador seja separado da arma de fogo.
O fuzil Lee–Metford, desenvolvido em 1888, foi um dos primeiros a usar um "carregador de cofre destacável", embora fosse apenas destacável para limpeza e não trocado para recarregar a arma. No entanto, o primeiro "carregador de cofre destacável" completamente moderno foi patenteado em 1908 por Arthur Savage para o Savage Model 99. Outras armas não adotaram todas as suas características até que sua patente expirou em 1942. Entre essas características, destacam-se as seguintes: ele tem "ombros" para reter os cartuchos quando é retirado da arma; ele opera de forma confiável com cartuchos de diferentes comprimentos; ele pode ser inserido e removido a qualquer momento com qualquer número de cartuchos. Esses recursos permitem que o operador recarregue a arma com pouca frequência, carregue carregadores em vez de cartuchos soltos e mude facilmente os tipos de cartuchos no campo. O carregador é montado com uma chapa de metal estampado de baixo custo. Também inclui um recurso de segurança crucial para caça perigosa: quando vazio, o "transportador" impede que o ferrolho engate na câmara, informando ao operador que a arma está vazia antes de qualquer tentativa de tiro.
A primeira pistola semiautomática de sucesso foi a Borchardt C-93 (1893), usando "carregadores de cofre destacáveis". Quase todos os projetos de pistola semiautomática subsequentes adotaram esse tipo de carregador.
O Exército Suíço avaliou a pistola Luger usando um "carregador de cofre destacável" em 7,65×21mm Parabellum e a adotou em 1900 como sua arma padrão. A pistola Luger foi aceita pela Marinha Imperial Alemã em 1904. Esta versão é conhecida como Pistole 04. Em 1908, o Exército Alemão adotou a Luger para substituir o Reichsrevolver no serviço de linha de frente. A "Pistole 08" (ou P.08) foi fabricada para o cartucho 9x19mm Parabellum. A P.08 foi a arma secundária usual para o pessoal do Exército Alemão em ambas as guerras mundiais.
A pistola semiautomática M1911 estabeleceu o padrão para a maioria das armas curtas modernas e também a mecânica do carregador para elas. Na maioria das armas de fogo, o transportador do carregador aciona uma trava de deslizamento para segurá-lo e manter a arma aberta quando o carregador está vazio e todos os cartuchos já foram disparados. Ao inserir um carregador carregado, o usuário pressiona o batente do "slide", deslocando-o para frente, retirando um cartucho do topo da pilha do carregador e colocando-o na câmara. Em pistolas de ação simples, essa ação mantém o cão armado para trás enquanto o novo cartucho é colocado na câmara, mantendo a arma pronta para começar a atirar novamente.
Durante a Primeira Guerra Mundial, os "carregadores de cofre destacável" encontraram preferência, sendo usadas em todos os tipos de armas de fogo, como pistolas, metralhadoras leves, submetralhadoras, fuzis semiautomáticos e automáticos. No entanto, após a "Guerra para Acabar com Todas as Guerras", os planejadores militares falharam em reconhecer a importância dos fuzis automáticos e do conceito de "carregador de cofre destacável" e, em vez disso, mantiveram suas visões e preferências tradicionais por rifles por ação de ferrolho "clip-fed". Como resultado, muitos designs novos e promissores de fuzis automáticos que usavam "carregadores de cofre destacáveis" foram abandonados.

À medida que a Segunda Guerra Mundial se aproximava, a maioria das grandes potências mundiais começou a desenvolver submetralhadoras alimentadas por "carregadores de cofre destacáveis" de 20 a 40 cartuchos. No entanto, das grandes potências, apenas os Estados Unidos adotariam um rifle (na verdade, uma carabina) semiautomático de uso geral usando "carregadores de cofre destacáveis": a "M1 Carbine" com seus carregadores de 15 tiros. À medida que a guerra avançava, os alemães desenvolveriam o conceito de fuzil de assalto Sturmgewehr 44 com seu "carregador destacável" de 30 cartuchos. Após a Segunda Guerra Mundial, armas automáticas usando "cofres destacáveis" seriam desenvolvidas e usadas por todos os exércitos do mundo. Hoje, os "carregadores de cofre destacável" são a norma e são tão amplamente utilizados que são simplesmente chamados de "carregadores", e coloquialmente: "pentes" ou eventualmente "magazines" ("mags" em inglês) para abreviar.

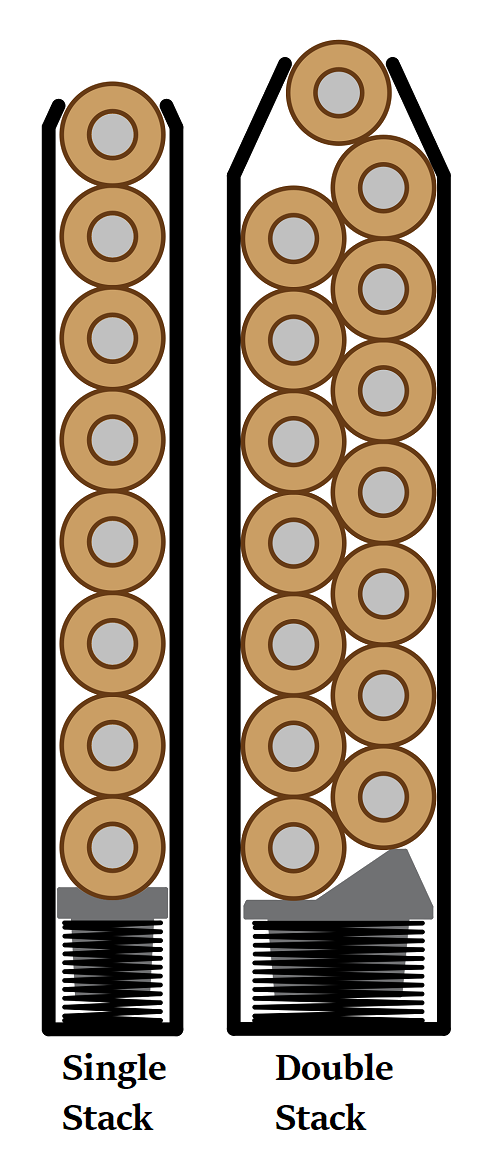
Ilustração de carregador
monofilar (esq.) e bifilar (dir.).

#### Empilhamento
Os carregadores de cofre, tanto os integrados quanto os destacáveis, acomodam as munições empilhando-as de duas maneiras: ou em uma fila única - "monofilar" ("single stack") ou em uma fila dupla - "bifilar" ("double stack"). As características que distinguem  esses dois tipos implicam em vantagens e desvantagens para cada tipo de emprego da arma: um carregador bifilar, tem a vantagem de aumentar a capacidade de disparos, e a desvantagem do aumento do volume (largura) da arma em uma situação de porte velado; já o carregador monofilar, está na situação inversa, ou seja: menos capacidade de disparos com um volume (largura) igualmente menor, facilitando o porte velado.
Historicamente, enquanto o carregador monofilar vem sendo usado nas pistolas automáticas desde o seu surgimento, o carregador bifilar começou a ser desenvolvido em 1921, quando os militares franceses requisitaram à Fabrique Nationale (FN), uma pistola de 9mm com um carregador para 15 munições. O desenvolvimento desse projeto coube a um assistente de John Browning chamado Dieudonné Joseph Saive; o projeto foi bem sucedido e a partir de 1922 começou a dominar o mercado.